# Les Anglais sont arrivés
Les Anglais sont arrivés est une émission de télévision historique québécoise en neuf épisodes diffusée du 15 novembre 1976 au 2 mai 1977 à Radio-Québec dans le cadre de Livraison spéciale toutes les trois semaines.

## Fiche technique
- Scénarisation : Marc Aras, Marc-F. Gélinas, Robert Malenfant
- Réalisation : Pierre Duceppe
- Musique : Gilles Richer
- Narration : Claude Desjardins, Nicole Lecavalier, Jean-Louis Paris

## Distribution
- Pierre Beaudry
- J.P. Beaupré
- Jean Bélanger
- Pietro Bertolissi
- Jocelyn Bérubé
- Claudette Chapdelaine
- Lise Charbonneau
- Angèle Coutu
- Marie-Denyse Daudelin
- Claude Desjardins
- Yvon Dumont
- Robert Duparc
- Ronald France
- J.-Léo Gagnon
- Claude Gai
- Roger Garceau
- Marcel Gauthier
- Benoît Girard
- Pierre Gobeil
- Yvon Jobin
- Laurier Lapierre
- Jacques Lavallée
- Nicole Lecavalier
- Jean-Marie Lemieux
- Gilbert Lepage
- Jacques Létourneau
- Marc Messier
- Jacques Morin
- Huguette Oligny
- Jean-René Ouellet
- Jean-Louis Paris
- Maryse Pelletier
- Gilles Renaud
- André Saint-Denis
- Guy Sanche
- Jean-Claude Sapre
- Gilbert Sicotte
- Jean-Pierre St-Michel
- François Tassé
- Yvon Thiboutot
- Jacques Thisdale
- Jacques Tourangeau
- Jacques Tremblay
- Gisèle Trépanier